# مايين
بلدية مايين (بالإسبانية: Mallén) هي بلدية تقع في مقاطعة سرقسطة التابعة لمنطقة أراغون شمال شرق إسبانيا.

## الديموغرافيا
بلغ عدد سكان بلدية مايين 3.709 نسمة عام 2011 (وفقاً للمعهد الوطني الإسباني للإحصاء).
| 2.963 | 2.977 | 3.283 | 3.385 | 3.503 | 3.731 | 3.709 |

## توأمة
لمايين اتفاقيات توأمة مع:
- بالر